# Johnny Mowlem
Johnny Mowlem (ur. 12 lutego 1969 w Londynie) – brytyjski kierowca wyścigowy.

## Kariera
Mowlem rozpoczął karierę w międzynarodowych wyścigach samochodowych w 1989 roku od startów w Festiwalu Formuły Ford, gdzie uplasował się na dwudziestej pozycji. W późniejszych latach Brytyjczyk pojawiał się także w stawce Brytyjskiej Formuły 3, Brytyjskiego Pucharu Porsche Carrera, Porsche Supercup, American Le Mans Series, Grand American Sports Car Series, 24-godzinnego wyścigu Le Mans, European Le Mans Series, FIA GT Championship, Le Mans Endurance Series, Italian GT Championship, SCCA World Challenge, International GT Open, Spanish GT Championship, Le Mans Series, FIA World Endurance Championship oraz Dunlop 24H Dubai.

## Wyniki w 24h Le Mans
| Rok  | Zespół                         | Partnerzy                             | Samochód               | Klasa   | Okr. | Poz. | Klasa Pos. |
| ---- | ------------------------------ | ------------------------------------- | ---------------------- | ------- | ---- | ---- | ---------- |
| 2000 | Skea Racing International      | David Murry Sascha Maassen            | Porsche 911 GT3-R      | GT      | 304  | 17   | 2          |
| 2001 | Ecurie Ecosse Ray Mallock Ltd. | Ian McKellar Bruno Lambert            | Saleen S7-R            | GTS     | 175  | NU   | NU         |
| 2003 | Risi Competizione              | Shane Lewis Butch Leitzinger          | Ferrari 360 Modena GTC | GT      | 138  | NU   | NU         |
| 2006 | ACEMCO Motorsports             | Terry Borcheller Christian Fittipaldi | Saleen S7-R            | GT1     | 337  | 11   | 6          |
| 2007 | Risi Competizione              | Mika Salo Jaime Melo                  | Ferrari F430 GT2       | GT2     | 223  | NU   | NU         |
| 2008 | Creation Autosportif           | Stuart Hall Marc Goossens             | Creation CA07-AIM      | LMP1    | 316  | 24   | 11         |
| 2011 | Lotus Jetalliance              | Jonathan Hirschi James Rossiter       | Lotus Evora GTE        | GTE Pro | 295  | 22   | 7          |
| 2013 | HVM Status GP                  | Jonathan Hirschi Tony Burgess         | Lola B12/80-Judd       | LMP2    | 153  | NU   | NU         |
| 2014 | Ram Racing                     | Archie Hamilton Mark Patterson        | Ferrari 458 Italia GT2 | GTE Am  | 319  | 32   | 12         |